# A Snowflake Fell (And It Felt Like a Kiss)
A Snowflake Fell (And It Felt Like a Kiss) is een mini-album van de Schotse band Glasvegas. Het album werd uitgebracht op 1 december 2008 en heeft Kerstmis als thema.

## Tracklist
1. "Careful What You Wish For" - 1:49
2. "Fuck You, It's Over" - 4:44
3. "Cruel Moon" - 4:36
4. "Please Come Back Home" - 3:29
5. "A Snowflake Fell (And It Felt Like a Kiss)" - 4:23
6. "Silent Night (Noapte de Vis)" - 3:01